# Saint-Clair-sur-les-Monts
Saint-Clair-sur-les-Monts là một xã thuộc tỉnh Seine-Maritime trong vùng Normandie miền bắc nước Pháp.

### Huy hiệu
| Arms of Saint-Clair-sur-les-Monts | The arms of Saint-Clair-sur-les-Monts are blazoned: Argent, on a bend gules between a garb [of wheat] and a lion vert, a buckle between 2 mullets of 5 all palewise Or. |

## Dân số
| Năm | 1962 | 1968 | 1975 | 1982 | 1990 | 1999 | 2006 |
| --- | ---- | ---- | ---- | ---- | ---- | ---- | ---- |
| Dân số | 257  | 291  | 285  | 411  | 484  | 560  | 657  |
| From the year 1962 on: No double counting—residents of multiple communes (e.g. students and military personnel) are counted only once. |      |      |      |      |      |      |      |